# Kenneth Leopold
John Kenneth Willbert Leopold (ur. 27 lipca 2002) – maurytyjski zapaśnik walczący w stylu wolnym. Zajął piąte miejsce na igrzyskach afrykańskich w 2023, a także mistrzostwach Afryki w 2023. Złoty medalista igrzysk Wysp Oceanu Indyjskiego w 2023 i brązowy w 2007. Piąty na igrzyskach frankofońskich w 2023 roku.